# Amerikaanse presidentsverkiezingen 1804
De Amerikaanse presidentsverkiezingen van 1804 waren de eerste die na de ratificatie van het twaalfde amendement op de Amerikaanse grondwet werden gehouden. Dit amendement gaf aan elke kiesman één stem voor de presidentsverkiezingen en een voor de keuze voor het vicepresidentschap, waarmee de controverse van de verkiezingen van 1800 werd tegengegaan.

## Campagne
De campagne ging in 1804 tussen de zittende president Thomas Jefferson en zijn Federalistische rivaal Charles Cotesworth Pinckney.
Jeffersons populariteit was gedurende zijn eerste termijn gestaag gegroeid, onder andere door de aankoop van het Louisiana Territory. Het was daarom een vooruitgemaakte zaak dat hij door zijn partij als kandidaat voor herverkiezing naar voren werd geschoven. Jefferson benoemde George Clinton als zijn running mate (vicepresidentskandidaat), daarmee de zittende vicepresident Aaron Burr aan de kant schuivend.
Aan de zijde van de Federalisten werden Charles Cotesworth Pinckney en zijn running mate Rufus King genomineerd.
De Federalisten voerden een makke campagne en aanvallen tegen de president waren weinig succesvol. Uiteindelijk won Jefferson met groot gemak door 162 van de 176 kiesmannen achter zich te krijgen in het kiescollege. Jefferson won de kiesmannen van 14 staten en het merendeel van de kiesmannen van Maryland, terwijl Pinckney slechts in Connecticut en Delaware won en slechts 2 van de 11 kiesmannen van Maryland achter zich kreeg.

## Presidentskandidaten

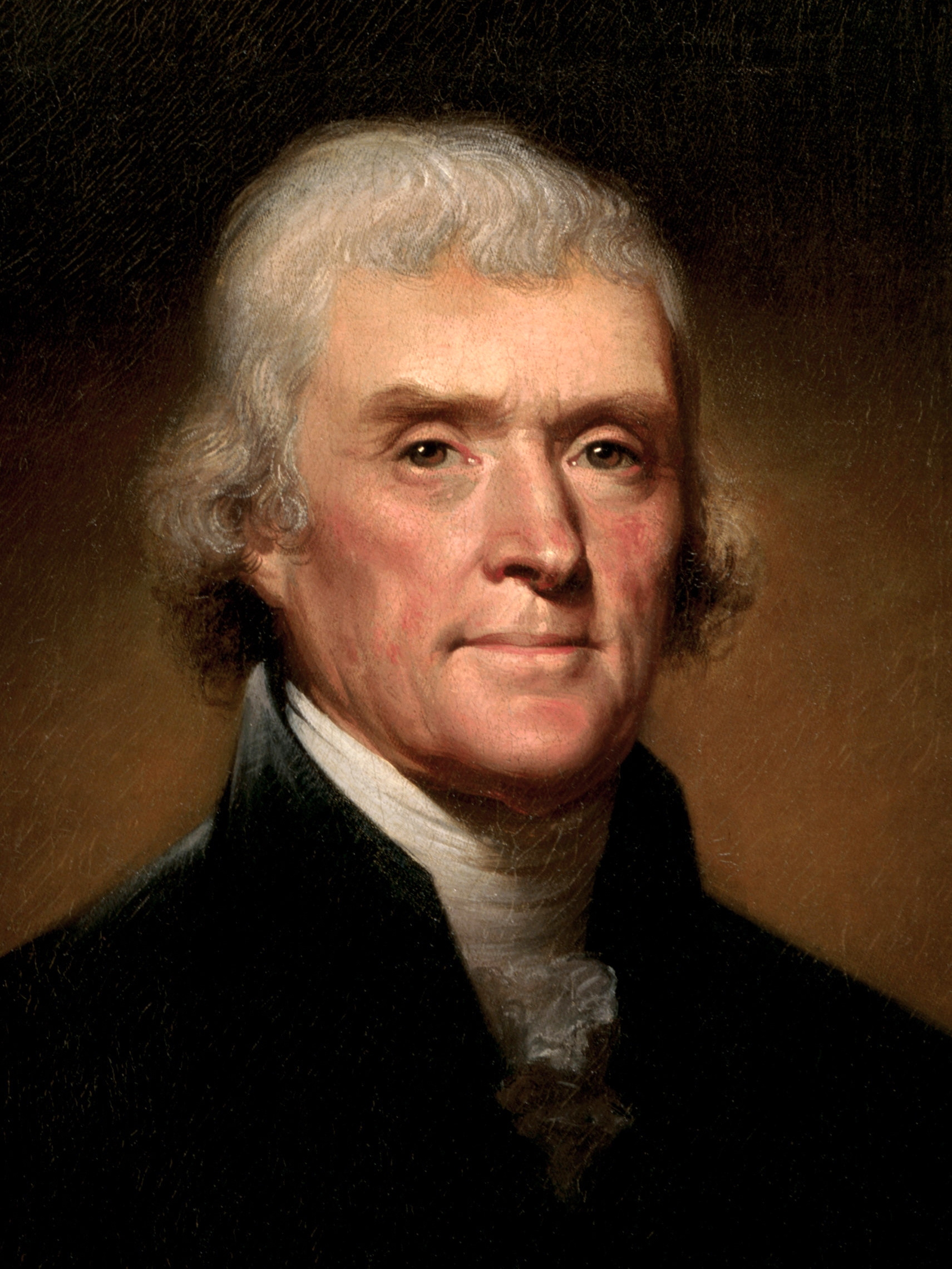
President Thomas Jefferson uit Virginia Democratisch- Republikeinse Partij
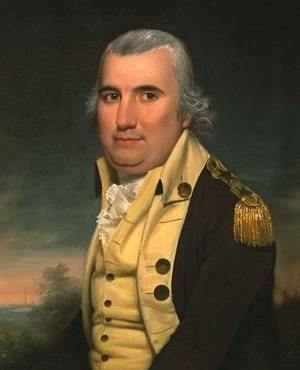
Voormalig Ambassadeur Charles Cotesworth Pinckney uit South Carolina Federalistische Partij

- President 
 Thomas Jefferson 
 uit Virginia 
 Democratisch-
Republikeinse Partij
- Voormalig 
 Ambassadeur 
 Charles Cotesworth 
 Pinckney 
 uit South Carolina 
 Federalistische Partij

### Vicepresidentskandidaten

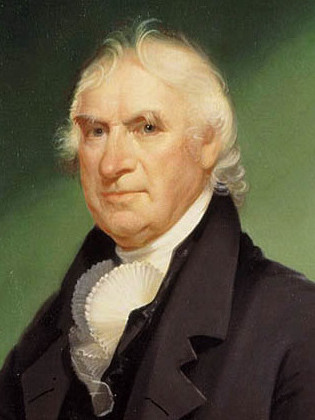
Voormalig Gouverneur George Clinton uit New York Democratisch- Republikeinse Partij
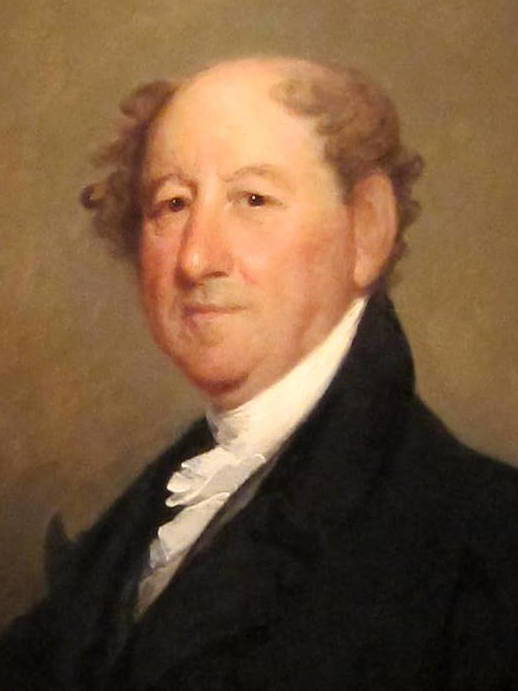
Voormalig Senator Rufus King uit New York Federalistische Partij

- Voormalig 
 Gouverneur 
 George Clinton 
 uit New York 
 Democratisch-
Republikeinse Partij
- Voormalig 
 Senator 
 Rufus King 
 uit New York 
 Federalistische Partij

## Uitslag
| Presidentskandidaat         | Partij                            | Kiesmannen | Percentage | Vicepresidentskandidaat |
| --------------------------- | --------------------------------- | ---------- | ---------- | ----------------------- |
| Thomas Jefferson            | Democratisch-Republikeinse Partij | 162        | 92,0%      | George Clinton          |
| Charles Cotesworth Pinckney | Federalistische Partij            | 14         | 8,0%       | Rufus King              |
| Totaal                      |                                   | 176        | 100%       |                         |

| Naam            | Thomas Jefferson                  | Charles Cotesworth Pinckney |
| Partij          | Democratisch-Republikeinse Partij | Federalistische Partij      |
| Thuisstaat      | Virginia                          | South Carolina              |
| Running mate    | George Clinton                    | Rufus King                  |
| Kiesmannen      | 162                               | 14                          |
| Gewonnen staten | 15                                | 2                           |
| Aantal stemmen  | 104,110                           | 38,919                      |
| Percentage      | 72.8%                             | 27.2%                       |